# Вулиці Чернігова
У  Чернігові налічується орієнтовно 550 різних урбанонімів — проспектів, вулиць, площ, провулків, скверів. А саме: близько 400 вулиць, 100 провулків, 4 проспекти.
Вулиці та провулки Чернігова у статті класифіковано за двома районами міста:
- 🔵Деснянський район🔵
- 🟡Новозаводський район🟡

## Вулиці

### А
- 🔵вулиця Авіаторів
- 🔵вулиця Авіації
- 🟡вулиця Автозаводська
- 🟡вулиця Академіка Рево
- 🔵вулиця Ігоря Алєксєєва
- 🔵вулиця Андріївська
- 🔵вулиця Артилеристів

### Б
- 🟡вулиця Батюка
- 🔵вулиця Багряного
- 🟡вулиця Олексія Бакуринського
- 🔵вулиця Григорія Балицького
- 🟡вулиця Степана Бандери
- 🔵вулиця Лазаря Барановича
- 🟡вулиця Ганни Барвінок
- 🔵вулиця Батуринська
- 🔵вулиця Берегова
- 🟡вулиця Березова
- 🔵вулиця Максима Березовського
- 🔵вулиця Романа Бжеського
- 🔵вулиця Олени Білевич
- 🟡вулиця Білогірська
- 🟡вулиця Максима Білоконя
- 🟡вулиця Катерини Білокур
- 🟡вулиця Капітана Білоусова
- 🟡вулиця Блажкуна
- 🔵вулиця Блакитного
- 🔵вулиця Бобровицька
- 🟡вулиця Івана Богуна
- 🟡вулиця Богушевича
- 🔵вулиця Любомира Боднарука
- 🔵вулиця Борисоглібська
- 🔵вулиця Дмитра Бортнянського
- 🔵вулиця Борщова
- 🔵вулиця Будівельна
- 🟡вулиця Бузкова
- 🟡вулиця Василя Бульби

### В
- 🟡вулиця Варзара
- 🔵вулиця Миколи Василенка
- 🔵вулиця Васильченка
- 🟡вулиця Вербицьких
- 🟡вулиця Верені
- 🟡вулиця Вересая
- 🔵вулиця Аркадія Верзілова
- 🔵вулиця Григорія Верьовки
- 🟡вулиця Весняна
- 🔵вулиця Ветеринарна
- 🔵вулиця Івана Виговського
- 🟡вулиця Висока
- 🔵вулиця Вишнева
- 🟡вулиця Остапа Вишні
- 🔵вулиця Відпочинку
- 🔵вулиця Воздвиженська
- 🔵вулиця Волковича
- 🔵вулиця Володимирська
- 🔵вулиця Волонтерів
- 🔵вулиця Волошкова
- 🟡вулиця Вороного
- 🟡вулиця Воскресенська
- 🔵вулиця Востришева
- 🔵вулиця Всіхсвятська

### Г
- 🟡вулиця Гайова
- 🔵вулиця Ганжівська
- 🔵вулиця Всеволода Ганцова
- 🔵вулиця Гарамів
- 🟡вулиця Геологічна
- 🟡вулиця Героїв Маріуполя
- 🔵вулиця Героїв Крут
- 🔵вулиця Героїв Чорнобиля
- 🟡вулиця Володимира Глинського
- 🟡вулиця Глібова
- 🔵вулиця Глухівська
- 🔵вулиця Гмирі Бориса
- 🔵вулиця Гнєдаша
- 🔵вулиця Гоголя
- 🔵вулиця Гонча
- 🔵вулиця Гориста
- 🔵вулиця Городнянська
- 🔵вулиця Господарська
- 🟡вулиця Гребінки
- 🔵вулиця Григоренка
- 🔵вулиця Грінченка
- 🟡вулиця Громадська
- 🔵вулиця Грушевського
- 🟡вулиця Гулака-Артемовського
- 🟡вулиця Євгена Гуцала

### Ґ
- 🔵вулиця Ґельсінської спілки

### Д
- 🔵вулиця Дачна
- 🔵вулиця Деснянська
- 🔵вулиця Джерельна
- 🟡вулиця Дніпровська
- 🔵вулиця Добровольців
- 🟡вулиця Добрянська
- 🟡вулиця Довга
- 🔵вулиця Олександра Довженка
- 🟡вулиця Дмитра Дорошенка
- 🟡вулиця Володимира Дрозда
- 🟡вулиця Дружби
- 🔵вулиця Василя Дуніна-Борковського

### Е
- 🟡вулиця Експертна
- 🟡вулиця Елеваторна
- 🟡вулиця Енергетиків

### Є
- 🟡вулиця Єлецька
- 🟡вулиця Володимира Ємця
- 🔵вулиця Курсанта Єськова

### Ж
- 🟡вулиця Жабинського
- 🟡вулиця Житомирська

### З
- 🟡вулиця Забарівська
- 🟡вулиця Заводська
- 🟡вулиця Загородня
- 🟡вулиця Максима Загривного
- 🟡вулиця Задорожна
- 🟡вулиця Залізнична
- 🟡вулиця Залізничників
- 🟡вулиця Марії Заньковецької
- 🔵вулиця Захисників України
- 🔵вулиця Зелена
- 🔵вулиця Земська
- 🟡вулиця Івана Золотаренка

### І
- 🔵вулиця Володимира Івасюка
- 🟡вулиця Дем’яна Ігнатовича
- 🟡вулиця Іллінська
- 🟡вулиця Індустріальна
- 🔵вулиця Інженерна
- 🟡вулиця Інструментальна

### К
- 🔵вулиця Леоніда Каденюка
- 🔵вулиця Калинова
- 🟡вулиця Кастуся Калиновського
- 🔵вулиця Євгена Калити
- 🟡вулиця Устима Кармелюка
- 🔵вулиця Андрія Карнабіди
- 🔵вулиця Карпенка-Карого
- 🟡вулиця Олександра Карпинського
- 🟡вулиця Каштанова
- 🟡вулиця Ігоря Качуровського
- 🟡вулиця Квітнева
- 🟡вулиця Керченська
- 🔵вулиця Кибальчича
- 🔵вулиця Київська
- 🟡вулиця Княжа
- 🔵вулиця Кістяківських
- 🔵вулиця Кільцева
- 🔵вулиця Кленова
- 🔵вулиця Володимира Коваленка
- 🟡вулиця Ковальська
- 🟡вулиця Козацька
- 🟡вулиця Колоскових
- 🟡вулиця Комка
- 🔵вулиця Михайла Комочкова
- 🔵вулиця Комунальна
- 🔵вулиця Олександра Кониського
- 🔵вулиця 1-ша Кордівка
- 🔵вулиця 2-га Кордівка
- 🔵вулиця Терентія Кореня
- 🟡вулиця Олександра Корнієвського
- 🟡вулиця Коробка
- 🔵вулиця Корольова
- 🔵вулиця Корюківська
- 🔵вулиця Космонавтів
- 🔵вулиця Віктора Костарчука
- 🟡вулиця Костомарівська
- 🟡вулиця Коти
- 🔵вулиця Івана Котляревського
- 🟡🔵вулиця Михайла Коцюбинського
- 🟡вулиця Кочура Григорія
- 🔵вулиця Кочерги
- 🔵вулиця Крайня
- 🟡вулиця Красносільського
- 🔵вулиця Кривоноса
- 🔵вулиця Кривулівська
- 🟡вулиця Кримська
- 🟡вулиця Кринична
- 🟡вулиця Кропивницького
- 🟡вулиця Кругова
- 🟡вулиця Галини Кузьменко
- 🔵вулиця Курганна
- 🔵вулиця Куренівка

### Л
- 🔵вулиця Олександра Лазаревського
- 🔵вулиця Миколи Леонтовича
- 🔵вулиця Дмитра Лизогуба
- 🔵вулиця Липинського
- 🟡вулиця Лисенка
- 🟡вулиця Литовська
- 🟡вулиця Лісковицька
- 🔵вулиця Лісова
- 🟡вулиця Євгена Лоскота
- 🔵вулиця Семена Лощенка
- 🔵вулиця Лугова
- 🟡вулиця Бориса Луговського
- 🟡вулиця Львівська
- 🟡вулиця Льговська
- 🔵вулиця Льотна
- 🟡вулиця Любецька

### М
- 🟡вулиця Магістратська
- 🟡вулиця Мазепи Івана
- 🟡вулиця Іоанна Максимовича
- 🔵вулиця Марка Вовчка
- 🟡вулиця Марковича
- 🟡вулиця Масанівська
- 🔵вулиця Матросова
- 🔵вулиця Мачеретівська
- 🟡вулиця Олександра Мацієвського
- 🔵вулиця Медиків
- 🔵вулиця Джеймса Мейса
- 🟡вулиця Межова
- 🔵вулиця Юрія Мезенцева
- 🔵вулиця Менська
- 🔵вулиця Механізаторів
- 🔵вулиця Милорадовичів
- 🟡вулиця Миру
- 🔵вулиця Михайлофедорівська
- 🔵вулиця Михалевича
- 🔵вулиця Міхновського Миколи
- 🔵Вулиця Олега Міхнюка
- 🟡вулиця Андрія Мовчана
- 🟡вулиця Михайла Могилянського
- 🟡вулиця Леоніда Могучова
- 🟡вулиця Вадима Модзалевського
- 🔵вулиця Молодіжна
- 🟡вулиця Івана Молявки
- 🟡вулиця Морачевського
- 🔵вулиця Мстиславська
- 🔵вулиця Музейна
- 🟡вулиця Музична
- 🟡вулиця Юрія Мушкетика

### Н
- 🔵вулиця 1-ша Набережна
- 🔵вулиця 2-га Набережна
- 🔵вулиця Надії
- 🟡вулиця Георгія Нарбута
- 🟡вулиця Народного руху
- 🟡вулиця Нафтовиків
- 🟡вулиця Національної гвардії
- 🟡🔵вулиця Мартина Небаби
- 🟡вулиця Небесної Сотні
- 🟡вулиця Володимира Неговського
- 🟡вулиця Незалежності
- 🟡вулиця Нечуя-Левицького
- 🟡вулиця Низова
- 🔵вулиця Ніжинська
- 🔵вулиця Нова
- 🔵вулиця Новоселів
- 🔵вулиця Новооукраїнська
- 🟡вулиця Носа Степана

### О
- 🔵Вулиця Оборонців Чернігова
- 🟡вулиця Одеська
- 🔵вулиця Озерна
- 🟡вулиця Олегове поле
- 🔵вулиця Олександрівська
- 🟡вулиця Ольговичів
- 🟡вулиця Євгена Онацького
- 🔵вулиця Пилипа Орлика
- 🔵вулиця Освіти

### П
- 🔵вулиця П'ятницька
- 🔵вулиця Пам'ятна
- 🟡вулиця Панаса Мирного
- 🟡вулиця Пантелеймонівська
- 🔵вулиця Паркова
- 🔵вулиця Партизанська
- 🟡вулиця Патріарха Мстислава
- 🟡вулиця Леоніда Пашина
- 🟡вулиця Перемоги
- 🟡вулиця Антонія Печерського
- 🟡вулиця Пирогова
- 🔵вулиця Північна
- 🔵вулиця Півці
- 🔵вулиця Підвальна
- 🔵вулиця Підгірна
- 🟡вулиця Підлісна
- 🔵вулиця Піщана
- 🟡вулиця Пласту
- 🟡вулиця Анатолія Погрібного
- 🟡вулиця Подусівська
- 🟡вулиця Поліська
- 🔵вулиця Політехнічна
- 🔵вулиця Полторацьких
- 🔵вулиця Гетьмана Полуботка
- 🔵вулиця Польова
- 🔵вулиця Преображенська
- 🔵вулиця Привітна
- 🟡вулиця Привокзальна
- 🔵вулиця Пригородна
- 🔵вулиця Придеснянська
- 🟡вулиця Прикордонників
- 🔵вулиця Прилуцька
- 🟡вулиця Прокоповича
- 🟡вулиця Промислова
- 🔵вулиця Прорізна
- 🔵вулиця Профспілок
- 🟡вулиця Василя Прохорського
- 🟡вулиця Пчілки Олени

### Р
- 🟡вулиця Радіо
- 🔵вулиця Радіозаводська
- 🔵вулиця 1-ша Радіозаводська
- 🔵вулиця 2-га Радіозаводська
- 🔵вулиця 3-тя Радіозаводська
- 🟡вулиця Радченка В'ячеслава
- 🔵вулиця Рапопорта
- 🔵вулиця Натана Рахліна
- 🟡вулиця Івана Рашевського
- 🟡вулиця Ревуцького
- 🔵вулиця Івана Ремболовича
- 🟡вулиця Ремзаводська
- 🟡вулиця Реміснича
- 🟡вулиця Робітнича
- 🔵вулиця Кирила Розумовського
- 🔵вулиця Рєпіна
- 🟡вулиця Рильського
- 🟡вулиця Ринкова
- 🟡вулиця Ріпкинська
- 🔵вулиця Річкова
- 🟡вулиця Робітнича
- 🟡вулиця Руднєва
- 🟡вулиця Рудого
- 🔵вулиця Русової
- 🔵вулиця Рятувальників

### С
- 🟡вулиця Садова
- 🟡вулиця Саксаганського
- 🔵вулиця Олександра Самійленка
- 🔵вулиця Самойловича
- 🟡вулиця Самоквасова Дмитра
- 🟡вулиця Самострова Ігоря
- 🔵вулиця Валерія Сарани
- 🟡вулиця Світанкова
- 🔵вулиця Святомиколаївська
- 🟡вулиця Святомихайлівська
- 🟡вулиця Давида Святославовича
- 🟡вулиця Святославська
- 🟡вулиця Севастопольська
- 🔵вулиця Седнівська
- 🔵вулиця Олексія Сенюка
- 🔵вулиця Петра Смолічева
- 🟡вулиця Симиренків
- 🟡вулиця Василя Симоненка
- 🔵вулиця Сіверська
- 🟡вулиця Сіверянська
- 🟡вулиця Сірка Івана
- 🟡вулиця Січових Стрільців
- 🟡вулиця Сковороди
- 🔵вулиця Скоропадського
- 🟡вулиця Славутицька
- 🟡вулиця Слобідська
- 🟡вулиця Слов'янська
- 🔵вулиця Соборності
- 🟡вулиця Солов'їна
- 🟡вулиця Сонячна
- 🔵вулиця Сосницька
- 🔵вулиця Соснова
- 🔵вулиця Спаська
- 🟡вулиця Спортивна
- 🔵вулиця Старий вокзал
- 🟡вулиця Старобілоуська
- 🟡вулиця Стародубського полку
- 🟡вулиця Старопосадська
- 🟡вулиця Старостриженська
- 🔵вулиця Стрілецька
- 🔵вулиця Стуса Василя
- 🟡вулиця Сумська
- 🔵вулиця Сунична
- 🟡вулиця Григорія Сурабка

### Т
- 🟡вулиця Братства Тарасівців
- 🔵вулиця Василя Тарновського
- 🟡вулиця Текстильників
- 🟡вулиця Тероборони
- 🟡вулиця Тиха
- 🟡вулиця Тичини
- 🟡вулиця Олександра Тищинського
- 🔵вулиця Тополина
- 🔵вулиця Тракторна
- 🟡вулиця Транспортна
- 🟡вулиця Троїцька
- 🔵вулиця Тролейбусна
- 🟡вулиця Трудова

### У
- 🟡вулиця Феодосія Углицького
- 🔵вулиця Українська
- 🟡вулиця Украïнський хутір
- 🔵вулиця Урожайна
- 🟡вулиця Федора Уманця
- 🟡вулиця Урочище Святе
- 🟡вулиця Успенська
- 🟡вулиця Ушинського

### Ф
- 🟡вулиця Фабрична
- 🔵вулиця Фльорова
- 🟡вулиця Франка

### Х
- 🟡вулиця Харківська
- 🟡вулиця Хлібопекарська
- 🔵вулиця Василя Хижнякова
- 🟡вулиця Хмельницького
- 🟡вулиця Холодний Яр

### Ц
- 🔵вулиця Цегельна
- 🟡вулиця Квітки Цісик

### Ч
- 🟡вулиця Червона
- 🟡вулиця Черкаська
- 🔵вулиця Чернігівська
- 🟡вулиця В'ячеслава Чорновола
- 🟡Вулиця Князя Чорного

### Ш
- 🔵вулиця Опанаса Шафонського
- 🟡вулиця Швейцарівка
- 🔵вулиця Шевченка
- 🟡вулиця Шевчука
- 🟡вулиця Широка
- 🔵вулиця Шкільна
- 🔵вулиця Шкурка
- 🔵вулиця Романа Шухевича
- 🔵вулиця Івана Шрага

### Я
- 🔵вулиця Яблунева
- 🔵вулиця Ялівщина
- 🔵вулиця Ярославни

### #
- 🔵вулиця 1-ї танкової бригади
- 🟡вулиця 102-й кілометр
- 🟡вулиця 2-й кілометр
- 🟡вулиця 21 вересня

## Проспекти
- Проспект Миру
- Проспект Перемоги
- Проспект Левка Лук'яненка
- Проспект Михайла Грушевського

## Провулки

### Б
- 🟡провулок Олексія Бакуринського
- 🟡провулок Степана Бандери
- 🟡провулок Ганни Барвінок
- 🔵провулок Береговий
- 🟡провулок Березовий
- 🔵провулок Романа Бжеського
- 🔵провулок Олени Білевич
- 🟡провулок Катерини Білокур
- 🔵провулок Бобровицький
- 🔵провулок Любомира Боднарука
- 🟡провулок Болдинський
- 🔵провулок Дмитра Бортнянського
- 🔵провулок Борщовий

### В
- 🔵провулок Миколи Василенка
- 🔵1-й провулок Відпочинку
- 🔵2-й провулок Відпочинку
- 🟡провулок Вокзальний
- 🟡1-й провулок Воскресенський
- 🟡2-й провулок Воскресенський

### Г
- 🟡провулок Гайовий
- 🔵1-й пров. Глухівський
- 🔵2-й пров. Глухівський
- 🔵провулок Григоренка
- 🟡провулок Громової

### Д
- 🟡провулок Дніпровський
- 🔵провулок Дуніна-Борковського

### З
- 🟡провулок Забарівський
- 🟡провулок Залізничний
- 🟡провулок Марії Заньковецької

### К
- 🟡провулок Устима Кармелюка
- 🔵провулок Андрія Карнабіди
- 🟡провулок Кастуся Калиновського
- 🔵провулок Квартальний
- 🔵провулок Кибальчича
- 🔵провулок Кільцевий
- 🔵провулок Комунальний
- 🔵провулок Корольова
- 🔵1-й провулок Корольова
- 🔵2-й провулок Корольова
- 🟡провулок Коти
- 🟡провулок Михайла Коцюбинського
- 🔵провулок Кривоноса
- 🔵1-й провулок Кривоноса
- 🔵2-й провулок Кривоноса
- 🔵3-й провулок Кривоноса
- 🔵провулок Курганний
- 🔵провулок Куренівський

### Л
- 🔵провулок Лісовий
- 🔵провулок Семена Лощенка
- 🔵провулок Льотний

### М
- 🟡провулок Іоанна Максимовича
- 🟡провулок Марковича
- 🟡провулок Марковича
- 🟡провулок Масанівський
- 🟡провулок Межовий
- 🔵провулок Юрія Мезенцева
- 🔵1-й провулок Механізаторів
- 🔵2-й провулок Механізаторів
- 🔵провулок Олега Міхнюка
- 🟡провулок Андрія Мовчана
- 🟡провулок Леоніда Могучова
- 🟡провулок Вадима Модзалевського
- 🟡провулок Івана Молявки
- 🟡провулок Музичний

### Н
- 🔵1-й провулок Надії
- 🔵2-й провулок Надії
- 🟡провулок Георгія Нарбута
- 🟡провулок Нафтовиків
- 🔵провулок Ніжинський
- 🟡провулок Степана Носа

### О
- 🟡провулок Віктора Орленка

### П
- 🔵провулок Партизанський
- 🔵провулок Північний
- 🟡провулок Подусівський
- 🟡провулок Поліський
- 🔵провулок Проектний
- 🟡провулок Прокоповича

### Р
- 🔵1-й пров. Кирила Розумовського
- 🔵2-й пров. Кирила Розумовського

### С
- 🟡провулок Дмитра Самоквасова
- 🔵провулок Седнівський
- 🟡провулок Січових Стрільців
- 🟡1-й провулок Січових Стрільців
- 🟡2-й провулок Січових Стрільців
- 🟡провулок Слобідський
- 🔵провулок Сосницький
- 🔵провулок Сосновий
- 🟡провулок Старобілоуський
- 🟡провулок Стародубського полку
- 🔵провулок Стриженський

### Т
- 🟡провулок Тихий
- 🟡провулок Тичини
- 🔵1-й провулок Тракторний
- 🔵2-й провулок Тракторний
- 🟡провулок Транспортний
- 🟡провулок Троїцький
- 🔵провулок Тролейбусний
- 🟡провулок Тюленіна

### Х
- 🟡провулок Хмельницького

### Ц
- 🟡провулок Квітки Цісик

### Ч
- 🔵провулок Чернігівський

### Ш
- 🔵провулок Опанаса Шафонського
- 🔵провулок Шевченка
- 🟡провулок Широкий
- 🔵провулок Шкільний

## Сквери
- Сквер Богдана Хмельницького
- Меморіальний сквер Алея Героїв
- Сквер імені Попудренка
- Парк «Стометрівка»

## Площі
- Красна площа
- Площа П'ять Кутів
- Площа Героїв Небесної Сотні
- Олександрівська площа
- Площа Перемоги
- Площа Авіаторів
- Вокзальна площа

## Перейменування вулиць Чернігова

### 16 липня 1990 року
- площа Куйбишева — Красна площа

### 2001 рік
- вулиця Карла Маркса — Преображенська вулиця
- Пролетарська вулиця — вулиця Князя Чорного

### 24 грудня 2015 року
- вулиця Антонова-Овсієнка — Успенська вулиця (історична назва)
- вулиця Бєлінського — Єлецька вулиця (історична назва)
- вулиця Борисенка — Громадська вулиця (історична назва)
- вулиця Воровського — Хлібопекарська вулиця (історична назва)
- Комсомольська вулиця — Реміснича вулиця (історична назва)
- вулиця Муринсона — Воскресенська вулиця (історична назва)
- вулиця 18-го партз'їзду — Цегельна вулиця (історична назва)
- вулиця Гліба Успенського — Іллінська вулиця (історична назва)
- вулиця Чапаєва — Костомарівська вулиця (історична назва)
- Василькова вулиця — Волошкова вулиця (виправлення правопису)
- Землянична вулиця — Сунична вулиця (виправлення правопису)
- Кузнечна вулиця — Ковальська вулиця (виправлення правопису)
- Лісна вулиця — Лісова вулиця (виправлення правопису)
- Музикальна вулиця — Музична вулиця (виправлення правопису)
- Музикальний провулок — Музичний провулок (виправлення правопису)
- Овражна вулиця — Ярова вулиця (виправлення правопису)
- Овражний провулок — Яровий провулок (виправлення правопису)
- вулиця Профрад — вулиця Профспілок (виправлення правопису)
- Річна вулиця — Річкова вулиця (виправлення правопису)
- Робоча вулиця — Робітнича вулиця (виправлення правопису)
- Розсвітна вулиця — Світанкова вулиця (виправлення правопису)
- Рябінова вулиця — Горобинова вулиця (виправлення правопису)
- Сиренєва вулиця — Бузкова вулиця (виправлення правопису)

### 12 лютого 2016 року
- вулиця Богунського — вулиця Івана Богуна
- вулиця Боженка — вулиця Мартина Небаби
- вулиця Будьонного — вулиця Колоскових
- вулиця Василевської — вулиця Григорія Сурабка
- вулиця Віліса Лаціса — вулиця Романа Бжеського
- провулок Віліса Лаціса — провулок Романа Бжеського
- вулиця 50 років ВЛКСМ — Козацька вулиця
- вулиця Ворошилова — Олександрівська вулиця
- 1-й провулок Ворошилова — вулиця Василя Будника
- вулиця Гайдара — вулиця Степана Носа
- провулок Гайдара — вулиця Григорія Кочура
- вулиця Галана — Масанівська вулиця
- вулиця Дзержинського — вулиця Любомира Боднарука
- провулок Дзержинського — провулок Любомира Боднарука
- Жовтнева вулиця — вулиця Всеволода Ганцова
- Жовтневий провулок — вулиця Петра Смолічева
- вулиця Долорес Ібаррурі — вулиця Юрія Мезенцева
- провулок Долорес Ібаррурі — провулок Юрія Мезенцева
- вулиця Калiнiна — вулиця Василя Дуніна-Борковського
- провулок Калiнiна — провулок Василя Дуніна-Борковського
- вулиця Колгоспну — вулиця Полтарацьких
- вулиця Комiнтерна — вулиця Вячеслава Радченка
- вулиця Котовського — вулиця Олександра Самійленка
- вулиця Кропив'янського — вулиця Олександра Тищинського
- вулиця Крупської — вулиця Андрія Мовчана
- провулок Крупської — провулок Андрія Мовчана
- Ленiнградська вулиця — вулиця Василя Прохорського
- вулиця Лунiнцiв — вулиця Олегове поле
- вулиця Любченка — вулиця Володимира Дрозда
- вулиця Рози Люксембург — вулиця Бориса Луговського
- вулиця Макаєвської — вулиця Федора Уманця
- вулиця Менжинського — Яцівська вулиця
- вулиця Павлика Морозова — вулиця Івана Рашевського
- 1-й провулок Муринсона — 1-й Воскресенський провулок
- 2-й провулок Муринсона — 2-й Воскресенський провулок
- 1-й провулок Орджонiкiдзе — вулиця Василя Хижнякова
- 2-й провулок Орджонiкiдзе — вулиця Аркадія Верзілова
- вулиця Паризької Комуни — вулиця Опанаса Шафонського
- провулок Паризької Комуни — провулок Опанаса Шафонського
- вулиця Пархоменка — вулиця Максима Загривного
- 1-й провулок Пархоменка — вулиця Володимира Глинського
- 2-й провулок Пархоменка — вулиця Євгена Онацького
- вулиця Петровського — вулиця Милорадовичів
- вулиця Подвойського — вулиця Олексія Фльорова
- вулиця Пролетарський Гай — вулиця Урочище Святе
- вулиця Селюка — вулиця Михайла Могилянського
- вулиця Сiмашка — вулиця Володимира Неговського
- вулиця Соколовської — вулиця Дмитра Дорошенка
- вулиця 50 років СРСР — Всіхсвятська вулиця
- вулиця Стахановцiв — вулиця Дмитра Самоквасова
- провулок Стахановцiв — провулок Дмитра Самоквасова
- Таращанська вулиця — вулиця Миколи Міхновського
- вулиця Фурманова — вулиця Івана Молявки
- провулок Фурманова — провулок Івана Молявки
- вулиця Клари Цеткін — Михайлофедорівська вулиця
- Червоногвардiйська вулиця — Льотна вулиця
- вулиця Черняка — вулиця Холодний Яр
- вулиця Щорса — вулиця Івана Мазепи
- провулок Щорса — провулок Попудренка

### 19 лютого 2025 року
- частина вулиці Горького (від Преображенської вулиці до вулиці Котляревського) — Гонча вулиця (історична назва)
- вулиця Тельмана — Андріївська вулиця (історична назва)
- вулиця Арсенальцiв — Подусівська вулиця
- провулок Арсенальцiв — Подусівський провулок
- вулиця Артема — Ганжівська вулиця
- вулиця Олександра Беспалова — вулиця Леоніда Пашина
- провулок Будьонного — вулиця Миколи Василенка
- вулиця Воїнів-інтернаціоналістів — вулиця Олега Міхнюка
- вулиця Войкова — вулиця В'ячеслава Чорновола
- 2-й провулок Ворошилова — вулиця Волонтерів
- 3-й провулок Ворошилова — вулиця Добровольців
- 2-й провулок Гайдара — вулиця Євгена Гуцала
- провулок Галана — Масанівський провулок
- вулиця Гончарова — Ремзаводська вулиця
- частина вулиці Горького (від затону р. Стрижень до Преображенської вулиці) — Музейна вулиця
- вулиця Дундича — вулиця Дмитра Бортнянського
- провулок Дундича — провулок Дмитра Бортнянського
- вулиця Єрьоменка — Лугова вулиця
- Інтернаціональна вулиця — вулиця Олександра Лазаревського
- вулиця Кірова — Литовська вулиця
- вулиця Одинцова — вулиця Захисників України
- вулиця Орджонiкiдзе — Земська вулиця
- вулиця Островського — вулиця Іоанна Максимовича
- вулиця Панфіловців — вулиця Кистяківських
- вулиця Папанінців — вулиця Олексія Бакуринського
- провулок Папанінців — провулок Олексія Бакуринського
- Піонерська вулиця — Мачеретівська вулиця
- вулиця Правди — вулиця Віктора Костарчука
- вулиця Примакова — Ринкова вулиця
- вулиця Сабурова — вулиця Пилипа Морачевського
- провулок Гліба Успенського — вулиця Феодосія Углицького
- вулиця Федорова — вулиця Максима Березовського
- вулиця Челюскінців — вулиця Терентія Кореня
- Червоногвардійський провулок — Льотний провулок
- вулиця Короткова — вулиця Олександра Кониського

### 28 липня 2022 року
- Білоруська вулиця — вулиця Стародубського полку
- Білоруський провулок — провулок Стародубського полку
- вулиця Ватутіна — вулиця Український хутір
- вулиця Гагаріна — вулиця Тероборони
- Гомельська вулиця — вулиця Січових Стрільців
- Гомельський провулок — провулок Січових Стрільців
- 1-й Гомельський провулок — 1-й провулок Січових Стрільців
- 2-й Гомельський провулок — 2-й провулок Січових Стрільців
- вулиця Кирпоноса — Княжа вулиця
- вулиця Кутузова — вулиця Івана Сірка
- вулиця Малясова — Пантелеймонівська вулиця
- Московська вулиця — вулиця Героїв Маріуполя
- вулиця Пугачова — вулиця Швейцарівка
- вулиця Пушкіна — вулиця Василя Тарновського
- вулиця Родимцева — Воздвиженська вулиця
- вулиця Рокоссовського — проспект Левка Лук'яненка
- вулиця Серьожнікова — Борисоглібська вулиця
- вулиця Суворова — Троїцька вулиця
- провулок 1-го Травня — провулок Олега Міхнюка
- вулиця Чернишевського — вулиця Василя Стуса

### 21 лютого 2023 року
- вулиця Генерала Бєлова — вулиця 1-ї Танкової бригади
- Брестська вулиця — вулиця Максима Білоконя
- вулиця Грибоєдова — вулиця Олексія Сенюка
- вулиця Громової — вулиця Коти
- провулок Громової — провулок Коти
- вулиця Декабристів — Святомихайлівська вулиця
- вулиця Короленка — вулиця Андрія Карнабіди
- 1-й провулок Короленка — провулок Андрія Карнабіди
- 2-й провулок Короленка — Лісовий провулок
- вулиця Зої Космодем'янської — вулиця Вербицьких
- Костромська вулиця — вулиця Євгена Лоскота
- Костромський провулок — вулиця Віктора Орленка
- вулиця Олега Кошового — вулиця Рятувальників
- вулиця Краснодонців — вулиця Остапа Вересая
- Курська вулиця — вулиця Георгія Нарбута
- Курський провулок — провулок Георгія Нарбута
- вулиця Лермонтова — Батуринська вулиця
- провулок Лермонтова — вулиця Валерія Сарани
- вулиця Маяковського — вулиця Галини Кузьменко
- Мінська вулиця — вулиця Ганни Барвінок
- Мінський провулок — провулок Ганни Барвінок
- Мозирська вулиця — вулиця Катерини Білокур
- Мозирський провулок — провулок Катерини Білокур
- вулиця Нахімова — Святославська вулиця
- провулок Нахімова — вулиця Ольговичів
- вулиця Невського — вулиця Леоніда Могучова
- провулок Невського — провулок Леоніда Могучова
- Орловська вулиця — вулиця Небесної Сотні
- вулиця Радищева — Глухівська вулиця
- 1-й провулок Радищева — 1-й Глухівський провулок
- 2-й провулок Радищева — 2-й Глухівський провулок
- вулиця Ривкіна — вулиця Півці
- вулиця 1-го Травня — проспект Михайла Грушевського
- Тульська вулиця — вулиця Олександра Карпинського
- вулиця Тюленіна — вулиця Квітки Цісик
- провулок Тюленіна — провулок Квітки Цісик
- вулиця Чайковського — вулиця Миколи Леонтовича
- сквер між Красною площею, вулицями Магістратською, Княжою, Шевченка — сквер Маґдебурзького права

### 30 березня 2023 року
- вулиця Визволителів — Європейська вулиця
- вулиця Волкова — вулиця Леоніда Каденюка
- вулиця Рахматуліна — вулиця Кирила Розумовського
- 1-й провулок Рахматуліна — 1-й провулок Кирила Розумовського
- 2-й провулок Рахматуліна — 2-й провулок Кирила Розумовського
- вулиця Попудренка — вулиця Олександра Мацієвського
- провулок Попудренка — провулок Іоанна Максимовича

### 1 червня 2023 року
- вулиця Віхніна — Троїцький провулок
- вулиця Глинки — вулиця Гулака-Артемовського
- вулиця Десняка — вулиця Василя Симоненка
- вулиця Жуковського — вулиця Ялівщина
- вулиця Земнухова — вулиця Володимира Ємця
- вулиця Некрасова — вулиця Євгена Калити
- провулок Некрасова — вулиця Івана Ремболовича
- вулиця Станіславського — вулиця Карпенка-Карого
- вулиця Ушакова — вулиця Антонія Печерського
- провулок Ушакова — вулиця Дем'яна Ігнатовича
- вулиця Черняховського — вулиця Пилипа Орлика
- вулиця Шевцової — вулиця Івана Золотаренка
- вулиця Григорія Щербини — вулиця Ярославни

### 8 лютого 2024 року
- вулиця 1-ї Гвардійської армії — вулиця Національної Гвардії
- вулиця 8-го Березня — вулиця Натана Рахліна
- вулиця Банченкова — вулиця Джеймса Мейса
- вулиця Бланка — вулиця Князя Давида Святославича
- вулиця Галанова — вулиця Медиків
- вулиця Матросова — вулиця Степана Подобайла
- вулиця Менделєєва — вулиця Володимира Івасюка
- вулиця Миколи Неборака — Автозаводська вулиця
- вулиця Мічуріна — вулиця Симиренків
- вулиця Довженка — Київський провулок
- вулиця Поліни Осипенко — вулиця Семена Лощенка
- Бойовий провулок — провулок Семена Лощенка
- вулиця Разіна — Експертна вулиця
- вулиця Савчука — Паркова вулиця
- вулиця Смирнова — вулиця Кастуся Калиновського
- провулок Смирнова — провулок Кастуся Калиновського
- вулиця Стратилата — вулиця Патріарха Мстислава
- вулиця Толстого — вулиця Олександра Довженка
- 2-й провулок Толстого — Болдинський провулок
- вулиця Тургенєва — Задорожна вулиця
- Ударна вулиця — Добрянська вулиця
- вулиця Федоровського — Політехнічна вулиця
- вулиця Чкалова — Киїнська вулиця
- вулиця Чудінова — вулиця Христини Алчевської

### 10 липня 2024 року
- вулиця 50 років Перемоги — Пам'ятна вулиця
- вулиця Авдєєнка — вулиця Анатолія Погрібного
- вулиця Академіка Павлова — Тролейбусна вулиця
- провулок Академіка Павлова — Тролейбусний провулок
- вулиця Академіка Рибакова — вулиця Анатолія Шкурка
- вулиця Андрусенка — вулиця Ігоря Качуровського
- вулиця Гастелло — вулиця Артилеристів
- вулиця Генерала Пухова — вулиця Володимира Коваленка
- вулиця Герцена — вулиця Романа Шухевича
- вулиця Добролюбова — вулиця Братства Тарасівців
- вулиця Доценка — вулиця Соборності
- вулиця Комарова — Корюківська вулиця
- вулиця Ломоносова — вулиця Ґельсінської спілки
- вулиця Макаренка — вулиця Пласту
- вулиця Малиновського — вулиця Івана Виговського
- вулиця Маресьєва — Ветеринарна вулиця
- вулиця Мечникова — вулиця Юрія Мушкетика
- вулиця Олександра Молодчого — вулиця Оборонців Чернігова
- вулиця Підводника Китицина — вулиця Прикордонників
- вулиця Попова — вулиця Степана Бандери
- провулок Попова — провулок Степана Бандери
- вулиця Полєтаєва — вулиця Олени Пчілки
- провулок Полєтаєва — провулок Степана Носа
- вулиця Сагайдак — Седнівська вулиця
- провулок Сагайдак — Седнівський провулок
- вулиця Сєрікова — вулиця Вадима Модзалевського
- провулок Сєрікова — провулок Вадима Модзалевського
- вулиця Таранущенка — Прилуцька вулиця
- вулиця Фікселя — вулиця Куренівка
- провулок Фікселя — Куренівський провулок
- вулиця Ціолковського — вулиця Народного Руху
- вулиця Цимбаліста — вулиця Олександра Корнієвського
- вулиця Чайкіної — Підлісна вулиця
- вулиця Шмідта — Менська вулиця
- вулиця 77-ї Гвардійської дивізії — приєднано до проспекту Левка Лук'яненка